# Мирко Кривокапић
Мирко Кривокапић (1933—2017) био је српски германиста и универзитетски професор.

## Одабрана дела
- Немачка књижевност у београдским часописима "Књижевност" и "Савременик", 1968.[2]
- Поетска слика воде у Гетеовом делу, 1972.[3]
- Антологија немачке лирике: од Гетеа до наших дана: (1780-1980), приређивач, са Бранимиром Живојиновићем, 1990.[4]
- Вајмарска класика и - никад краја, 1994.[5]
- Немачка књижевност: чланци и расправе, 2011.[6]